# Monopter w Dobrzycy
Monopter w Dobrzycy – niewielka, klasycystyczna, zabytkowa budowla ogrodowa na terenie zespołu pałacowo-parkowego w Dobrzycy. Monopter powstał ok. roku 1801 na zamówienie ówczesnego właściciela majątku dobrzyckiego – Augustyna Gorzeńskiego. Jego projektantem był wybitny warszawski architekt doby Oświecenia – Stanisław Zawadzki. Jest położony na sztucznej wyspie w otoczeniu uformowanego na romantyczną modłę parku typu angielskiego.
Monopter nawiązywał kształtem do antycznych świątyń – jest założony na planie koła (rotundy), składa się z podpiwniczonego postumentu ze schodkami, ośmiu koliście rozstawionych kolumn w stylu doryckim oraz spłaszczonej kopuły z pasem tryglifowym na bębnie. W starszej literaturze przedmiotu funkcjonowały hipotezy o związkach architektury monopteru z symboliką wolnomularską i jej "ukrytymi znaczeniami". Głównym argumentem była tutaj przynależność wolnomularska, a wręcz bardzo wysoka pozycja w strukturach masońskich ówczesnego właściciela majątku – Augustyna Gorzeńskiego. Jednak późniejsze badania archeologiczne na terenie zespołu pałacowego zakwestionowały te związki.
W drugiej połowie XX w. monopoter dobrzycki był pozbawiony należytej opieki konserwatorskiej, co doprowadziło do jego katastrofalnego stanu technicznego i groźby całkowitej ruiny. W pierwszych latach XXI w., na skutek przemian w samorządzie terytorialnym, całe założenie pałacowo-parkowe znalazło się w gestii Sejmiku Województwa Wielkopolskiego. Wówczas też monopter został gruntownie odrestaurowany. Obecnie bezpośrednią opiekę nad nim sprawuje Muzeum Ziemiaństwa w Dobrzycy.